# Una mujer llamada Golda
Una mujer llamada Golda (en inglés A Woman Called Golda) es una miniserie norteamericana de cuatro capítulos de una hora. La serie narra la vida de la ex primera ministra de Israel Golda Meir. Ingrid Bergman encarna la figura de la política judía en el que sería su último trabajo antes de su muerte, en agosto de 1982. Ese año, a título póstumo, consiguió un premio Emmy por el papel en esta serie, que a su vez obtuvo el galardón al mejor programa especial.

## Argumento
Una mujer llamada Golda se inicia con una conferencia de la protagonista en 1977 a los alumnos de la Universidad de Milwaukee, lugar donde había estudiado en su juventud. Retrospectivamente, la narración repasa los capítulos más importantes de la vida de Meir: su infancia en Kiev y emigración a Estados Unidos, su boda con Morris Mayerson, su emigración a un kibutz (explotación colectiva) de Palestina, sus relaciones con Ehud Avriel, su incursión en la vida política y diplomática, la proclamación del Estado de Israel, su etapa de ministra de Asuntos Exteriores y, por último, su llegada a la jefatura del Gobierno de Israel. El programa se esfuerza en mostrar una imagen de Golda Meir marcada por su perfil de mujer de fuerte personalidad, dotada del temperamento y la ductilidad necesarios para abordar los difíciles trabajos diplomáticos que hubo de realizar, en un ambiente dominado por hombres.
Hablar de Golda Meir es sacar a relucir la causa sionista y, con ello, abrir susceptibilidades. Los guionistas, Harold Gast y Steven Gethers, intentaron colocarse al margen de polémicas ajustándose a la realidad histórica.
Sin embargo, algunas simplificaciones (señaladas por las críticas del estreno en Estados Unidos) chispean en el trenzado de la narración, quizá motivadas por los imperativos del medio (una excesiva matización de los acontecimientos puede provocar la confusión del telespectador). Tales observaciones se refieren, por ejemplo, al tratamiento dado a los conflictos con los árabes y a las relaciones iniciales y posteriores con la Unión Soviética.

## Curiosidades
Con un costo de cuatro millones de dólares, "Una mujer llamada Golda" rescató para la actividad televisiva a la actriz Ingrid Bergman, que poseía un premio Emmy por su interpretación en Otra vuelta de tuerca, de la NBC, en 1959.La actriz sueca continuaba trabajando a pesar de un cáncer que se le había descubierto hacía años y contra el que luchaba, tras dos operaciones. En un principio, el papel de Golda Meir parecía difícil de encajar en una mujer como Ingrid Bergman, de gran estatura y de poco parecido físico con la israelí.
El maquillaje hizo un efecto espectacular y la actriz estudió detenidamente todos los gestos y la pronunciación de Golda Meir. En unas declaraciones a la televisión británica dijo que encontraba muchas cosas en común, como ser humano y como mujer, entre ambas, en todo aquello referente a las actitudes ante los acontecimientos y en el valor que cada una otorgaba al trabajo que realizaba.
En el curso de esa misma entrevista, Ingrid Bergman reconoció su satisfacción por la serie Una mujer llamada Golda, hasta el punto de considerarla su mejor epitafio. A la pregunta de si tenía miedo del futuro respondió, en sintonía con su reciente simbiosis interpretativa y parafraseando unas palabras de Meir, que lo único que temía era vivir demasiado tiempo.
El programa televisivo acabó por ser la obra póstuma de una actriz que convulsionó los ambientes de Hollywood y llegó a ocupar un lugar glorioso en la historia de la interpreptación cinematográfica.
El productor ejecutivo de la serie, Harve Bennet (artífice de El hombre de los seis millones de dólares y La mujer biónica), a las órdenes de la Paramount, se encargó de controlar este programa bajo los auspicios de la llamada Operation Prime Time, una red financiera de programas que se encarga de canalizarlos por un circuito ajeno al de las tres grandes cadenas, distribuyendo los títulos por un grupo de emisoras independientes y afiliadas que cubren el 90% de la población estadounidense.